# Józef Gruss
Józef Gruss, ps. „Józef”, „Stanisław”, przybrane nazwiska „Józef Starzyński”, „Józef Ruszkowski” (ur. 9 marca 1897 w Starzynach, zm. 24 stycznia 1969 w Kołudzie Małej) – oficer rezerwy Wojska Polskiego, komisarz Policji Państwowej, major, szef wywiadu Okręgu Pomorze Armii Krajowej.

## Życiorys
Urodził się 9 marca 1897 roku w Starzynach, w rodzinie Stanisława i Agnieszki z Nowaków. Ukończył gimnazjum w Poznaniu. Mało znana jest jego działalność podczas I wojny światowej, w tym okresie pracował w niemieckiej fabryce łodzi podwodnych, skąd uciekł do Polski w II połowie 1918 roku.
Na przełomie 1918 i 1919 roku walczył w powstaniu wielkopolskim, brał udział w bitwie o Ławicę. Od 4 grudnia 1918 służył w 2. kompanii poznańskiej, a od 7 stycznia 1919 w 1 pułku strzelców wielkopolskich, późniejszym 55 pułku piechoty. W jego szeregach walczył na wojnie z bolszewikami. Wziął udział w bitwie o Lwów.
Od 16 stycznia do 20 czerwca 1921 był uczniem 37. klasy Szkoła Podchorążych Piechoty. Następnie został przydzielony do Wielkopolskiej Szkoły Podchorążych Piechoty w Bydgoszczy na stanowisko instruktora. Z dniem 1 listopada 1921 został mianowany podporucznikiem piechoty. 3 maja 1922 został zweryfikowany w tym stopniu ze starszeństwem od 1 lipca 1921 i 1387. lokatą w korpusie oficerów piechoty. Następnie kontynuował służbę w Oficerskiej Szkole dla Podoficerów w Bydgoszczy, a jego oddziałem macierzystym był 59 pułk piechoty w Inowrocławiu. 12 lutego 1923 prezydent RP awansował go z dniem 1 stycznia 1923 na porucznika ze starszeństwem z 1 września 1920 i 7. lokatą w korpusie oficerów piechoty.
26 lutego 1926 został przeniesiony do Korpusu Ochrony Pogranicza i przydzielony do 13 batalionu granicznego w Kopyczyńcach. 1 kwietnia 1930 został przeniesiony z KOP do 1 batalionu strzelców w Chojnicach. Później został wyznaczony na stanowisko komendanta powiatowego Przysposobienia Wojskowego w Tucholi. Z dniem 31 lipca 1936 został przeniesiony do rezerwy z jednoczesnym przeniesieniem w rezerwie do Oficerskiej Kadry Okręgowej Nr VIII.
W latach 1936–1939 (do wybuchu II wojny światowej) służył w Policji Państwowej w Krotoszynie, gdzie pełnił stanowisko komendanta powiatowego. W okresie międzywojennym aktywnie działał w Polskim Związku Zachodnim oraz popierał Narodową Demokrację. Prawdopodobnie został wprowadzony do struktur dywersji pozafrontowej na terenie Okręgu Korpusu Nr VIII lub współpracował ze specjalną siecią dywersji, organizowanej od wiosny 1939 roku. Na kapitana rezerwy został awansowany ze starszeństwem z 19 marca 1939 i 211. lokatą w korpusie oficerów piechoty.
Podczas kampanii wrześniowej był ewakuowany do Lwowa. Był aresztowany przez Niemców. Po zwolnieniu z więzienia zamieszkał w Warszawie, gdzie związał się z konspiracją. Od sierpnia do października 1940 roku organizował inspektorat Związku Walki Zbrojnej (ZWZ) w Brodnicy. Na przełomie 1940 i 1941 roku przebywał w Warszawie. Wiosną 1941 roku organizował inspektorat ZWZ w Grudziądzu. W połowie 1941 roku (według innego źródła w 1942 roku) został awansowany na stopień majora. Pod koniec 1942 roku przebywał stale na Pomorzu.
7 maja 1944 roku, w kwaterze dozorcy cmentarza Adriana Sikorskiego w Grudziądzu, został aresztowany przez gestapo, bezpośrednio po aresztowaniu jego najbliższego współpracownika Józefa Sierosławskiego ps. „Grad”. Został aresztowany w wyniku przechwycenia przez Niemców kopii jego meldunków wywiadowczych dotyczących przemysłu zbrojeniowego. Został przewieziony do siedziby gestapo w Łodzi przy ul. Austädta. Podczas przesłuchiwań był torturowany i konfrontowany z członkami pomorskiego wywiadu ZWZ-AK. Ze względu na bardzo duże znaczenie jego działalności konspiracyjnej na Pomorzu był przesłuchiwany do połowy stycznia 1945 roku. Podczas transportu więźniów, zdołał zbiec w Szadku.
Pod koniec lutego 1945 roku dotarł do Bydgoszczy, gdzie spotkał się z rodziną i wracał do zdrowia. W marcu 1945 roku nawiązał kontakt z organizatorami Pomorskiego Okręgu Delegatury Sił Zbrojnych na Kraj (DSZ): ppłk. Janem Pałubickim i mjr. Józefem Chylińskim.
Po zakończeniu II wojny światowej zdecydował nie ujawniać się władzy komunistycznej. 10 czerwca 1945 roku awansował na szefa sztabu Pomorskiego Okręgu DSZ. Po rozwiązaniu DSZ przystąpił do Zrzeszenia „Wolność i Niezawisłość” (WiN), stając na czele Pomorskiego Okręgu WiN we wrześniu 1945 roku. Zorganizował sieć terytorialną, która obejmowała Pomorze Nadwiślańskie oraz odtworzył ośrodek wywiadu i kontrwywiadu na Wybrzeżu i pion zbrojny WiN dysponujący na terenie kilku powiatów sześcioma oddziałami bojowymi.
16 października 1945 roku został ostrzeżony przez Halinę Krzeszowską o prowadzonych przez Urząd Bezpieczeństwa aresztowaniach. 5 grudnia 1945 roku otrzymał od szefa WiN płk Jana Rzepeckiego ps. „Prezes” i „Ślusarczyk” instrukcję, by ujawnić się nowym władzom. Lutym 1946 roku udał się do siedziby Ministerstwa Bezpieczeństwa Publicznego w Warszawie, w celu potwierdzenia aktu odejścia z konspiracji. Na miejscu został aresztowany i przekazany prokuratorze wojskowej. Był więziony przy ul. Rakowieckiej w Warszawie, nie został objęty amnestią.
21 grudnia 1946 roku został skazany przez Wojskowy Sąd Rejonowy w Warszawie na 10 lat więzienia oraz kary dodatkowe. Został osadzony w Zakładzie Karnym we Wronkach. 1 marca 1947 roku został objęty częściową amnestią, przewidującym zmniejszenie wyroku do pięciu lat więzienia. 28 lutego 1948 roku Wojskowy Sąd Rejonowy bezskutecznie wystąpił do Bolesława Bieruta wniosek o zastosowanie prawa łaski. Pod koniec 1948 roku prokurator wojskowy płk Antoni Skulbaszewski nielegalnie uchylił postanowienie o amnestii. Chory na gruźlicę Józef Gruss został zwolniony z więzienia 1 grudnia 1954 roku.
Akt uchylenia amnestii zniesiono 10 lipca 1957 roku, po interwencji Najwyższego Sądu Wojskowego. Żył ze skromnej renty.
Zmarł 24 stycznia 1969 w Domu Pomocy Społecznej w Kołudzie Małej. Został pochowany na cmentarzu na Jarach w Bydgoszczy.
W 1934 roku ożenił się z Ireną Wawrzyniak, córką nauczyciela w Tucholi. Był ojcem Stanisława.
24 września 2000 roku w Bazylice św. Wincentego a Paulo w Bydgoszczy umieszczono tablicę upamiętniającą liderów Polskiego Państwa Podziemnego na Pomorzu i Kujawach. Wśród wymienionych widnieje mjr Józef Gruss.
25 czerwca 2003 Rada Miasta Bydgoszczy podjęła uchwałę w sprawie zmiany nazwy fragmentu ulicy Pod Skarpą na osiedlu Przylesie na ulicę Józefa Grussa. 27 czerwca 2007 Rada Miasta Bydgoszczy zmieniła poprzednią uchwałę w ten sposób, że fragment ulicy Pod Skarpą otrzymał nazwę „mjr. Józefa Grussa”.

## Ordery i odznaczenia
- Krzyż Srebrny Orderu Virtuti Militari – 1945[16]
- Krzyż Kawalerski Orderu Odrodzenia Polski – pośmiertnie 6 listopada 1990[24]
- Krzyż Walecznych czterokrotnie[25]
- Złoty Krzyż Zasługi z Mieczami – 1944[16]
- Srebrny Krzyż Zasługi – 1937[16]
- Medal Pamiątkowy za Wojnę 1918–1921[26]
- Medal Dziesięciolecia Odzyskanej Niepodległości[26]